# Dasineura abiesemia
Dasineura abiesemia är en tvåvingeart som först beskrevs av Foote 1956.  Dasineura abiesemia ingår i släktet Dasineura och familjen gallmyggor.
Artens utbredningsområde är Kalifornien. Inga underarter finns listade i Catalogue of Life.